# Tanzmeistergeige

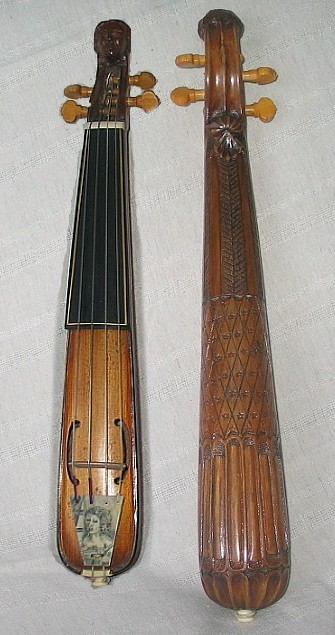
Tanzmeistergeige

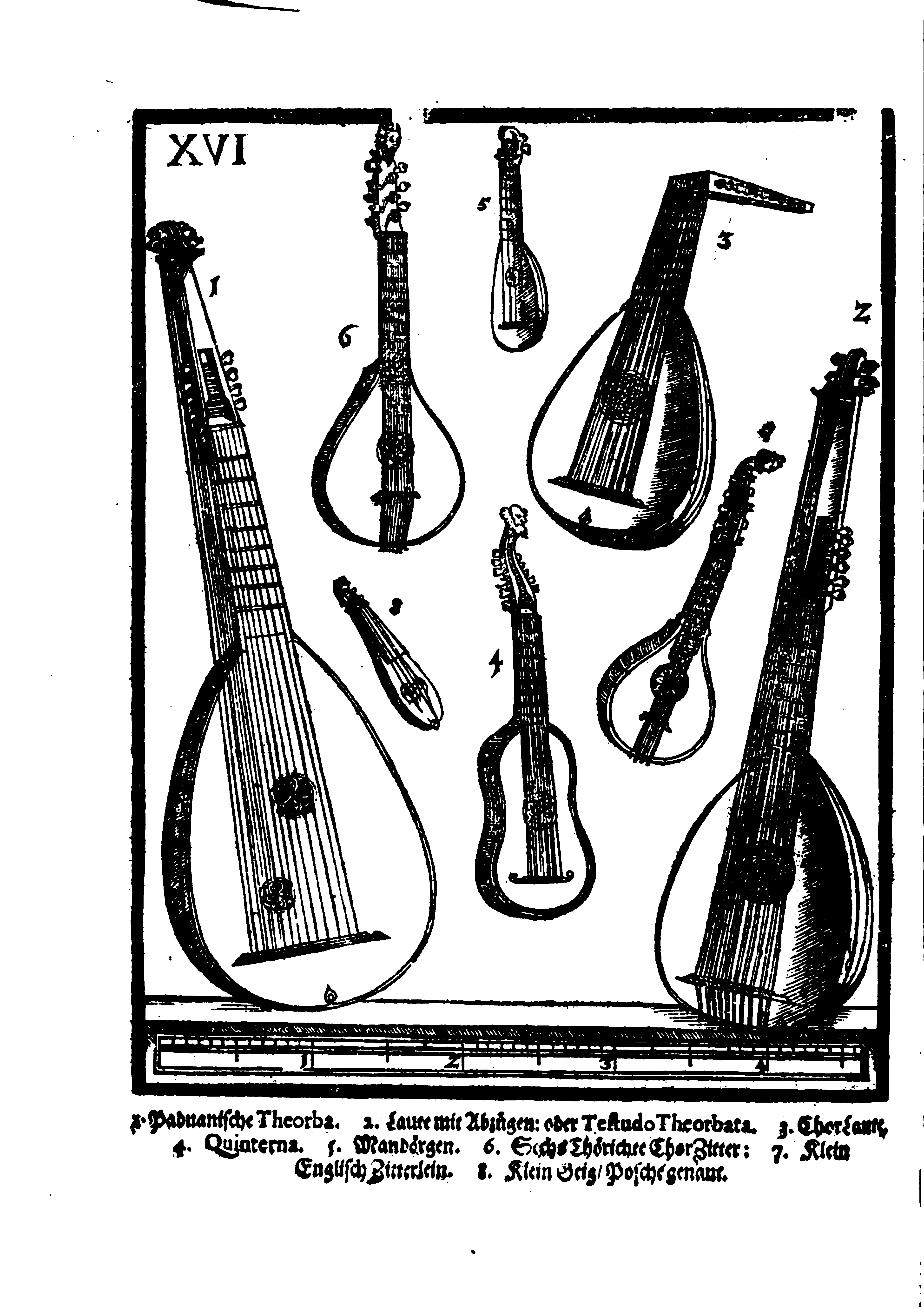
Syntagma musicum. Nr. 8: „Klein-Geig, Posche genant“

Die Tanzmeistergeige, auch Taschengeige, Pochette oder Posch genannt (französisch pochette, wörtlich „Täschchen“), ist eine Kleingeige mit stark verkleinertem Korpus, der schlank und gerade (bootsförmig) oder in zahlreichen Varianten einer Violine ähnlich sein kann. Das Musikinstrument der Tanzmeister des 17. und 18. Jahrhunderts brachte einen seiner Kleinheit entsprechend dünnen Klang hervor.

## Bauform
Die schmale Form der Geige erlaubte den Tanzlehrern, eine Melodie zu spielen und gleichzeitig die zu erlernenden Tanzschritte vorzuführen. Die damals 35 bis 40 Zentimeter langen Geigen wurden in eingenähten länglichen Taschen im Rockschoß getragen.
Von bekannten Geigenbauern wie Stradivari und Lupot kennt man Modelle, die einen kleinen Geigenkorpus mit einem langen Hals (Griffbrett) haben.
Die Tanzmeistergeige besaß ursprünglich drei, seit dem 18. Jahrhundert vier in Quinten gestimmte Saiten. Sie besteht aus einem spatelförmigen Stück Holz, dessen dünnerer Oberteil den Hals mit dem Griffbrett und den Wirbeln bildet, während der Korpus meist aus ausgehöhltem Nussbaumholz besteht und den Resonanzboden darstellt, der durch eine leicht gewölbte Decke mit kleinen Schalllöchern aus Weichholz abgeschlossen wird.
Für den Adel wurden besonders aufwendige Exemplare hergestellt. So war im Besitz des „Grand Dauphin“ eine Pochette mit Bogen aus Elfenbein. Bei anderen Instrumenten waren Boden, Hals, Griffbrett und der Bogen kunstvoll aus mit Silberdrahtintarsien verziertem Schildpatt angefertigt.
Der Ruhm des weltbekannten Schweizer Clowns Grock beruhte zum Teil auf einer Nummer mit einer echten holländischen Miniaturgeige aus dem 18. Jahrhundert.
Durch Vergrößerung der Decke bis zur Größe einer normalen Geigendecke entstand die Brettgeige, ein Übungsinstrument.